# TI Circuit
TI Circuit ali Tanaka International Circuit je dirkališče, ki leži blizu japonskega mesta Mimasaka. V letih 1994 in 1995 je gostilo dirko Formule 1 za Veliko nagrado Pacifika.

## Zmagovalci
| Leto | Dirkač             | Moštvo           | Poročilo |
| ---- | ------------------ | ---------------- | -------- |
| 1995 | Michael Schumacher | Benetton-Renault | Poročilo |
| 1994 | Michael Schumacher | Benetton-Ford    | Poročilo |